# フリッツ・クリンゲンベルク
フリッツ・パウル・ハインリヒ・オットー・クリンゲンベルク（Fritz Paul Heinrich Otto Klingenberg, 1912年12月17日 - 1945年3月23日）は、ドイツの軍人。 親衛隊大佐(SS-Standartenführer)。
武装親衛隊の将校として第2SS装甲師団に所属した他、第17SS装甲擲弾兵師団では師団長を務めた。彼は型破りかつ大胆な方法でユーゴスラビアの首都ベルグラードを占領し、その功績から騎士鉄十字章を受章している。

## 経歴
フリッツ・クリンゲンベルクは、1912年12月17日に酪農家の息子としてメクレンブルク・レーファースハーゲンにて生を受けた。首尾よく高校を卒業した後、彼はロストック大学にて科学と歴史を専攻した。1931年1月12日には国家社会主義ドイツ労働者党（NSDAP, ナチ党）に入党し、851328）1932年11月14日には親衛隊(SS)への入隊を果たしている。1934年になると、彼は大学を中退して親衛隊特務部隊(SS-VT)に入隊し、さらにバート・テルツに新設されたSS士官学校第一期生となる。1935年4月20日、SS士官学校を卒業した彼は親衛隊少尉に任官し、「ゲルマニア」連隊および「ダス・ライヒ」連隊などの中隊に勤務した。1936年12月にはSS-VT総監部付参謀となり、1937年12月12日には親衛隊中尉に昇進する。

### 第二次世界大戦
1939年6月30日、ポーランド侵攻と第二次世界大戦の勃発が迫る中、クリンゲンベルクは親衛隊大尉に昇進した。以後、パウル・ハウサー親衛隊中将付の補佐官(Ordonnanzoffizier)およびSS特務師団（後の第2SS装甲師団）におけるフランス戦線担当副官などを1940年8月まで務めた。1940年8月1日、第15オートバイ中隊「デア・フューラー」の中隊長に任命される。1941年2月22日、各連隊付オートバイ中隊を統合し、新たにSS自動車化歩兵大隊「ダス・ライヒ」を編成する。クリンゲンベルクは第2中隊長となる。
1941年3月、師団はユーゴスラビア侵攻に参加するべく、ルーマニアに移動した。

### ユーゴスラビアの戦い

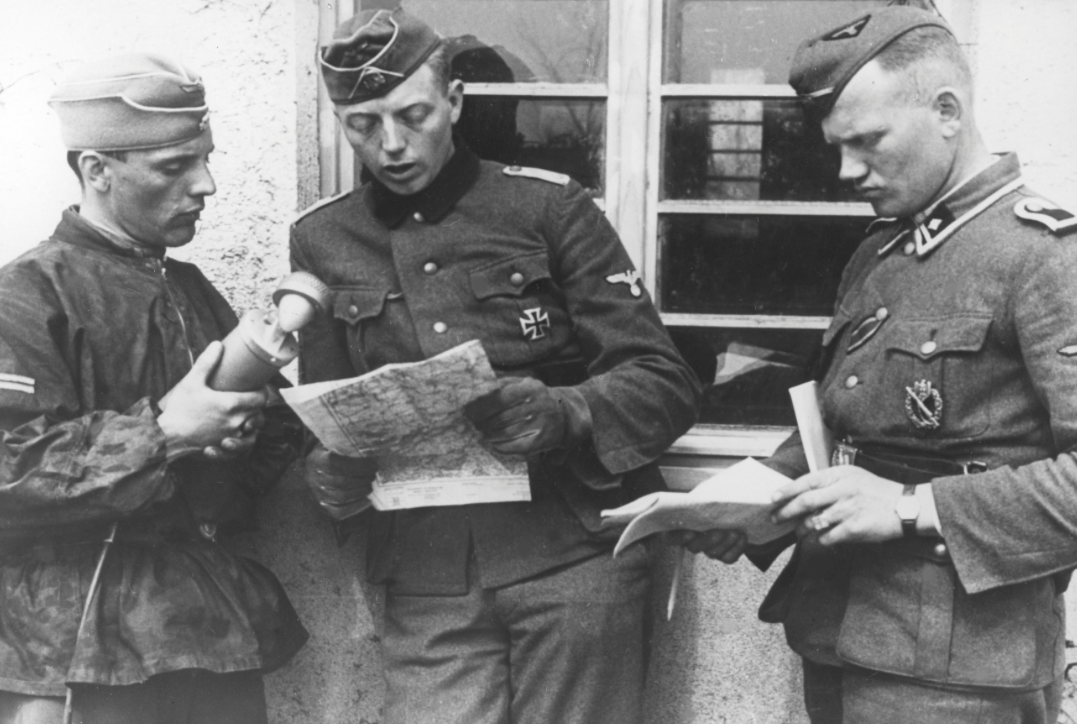
報道隊員からベオグラード占領に関する取材を受けるクリンゲンベルク（中央）

1941年4月、師団はユーゴスラビア首都ベオグラードへの攻撃に参加する。
1941年4月12日早朝、クリンゲンベルク率いるオートバイ中隊はベオグラード奇襲の任務を受けて、ドナウ川沿いに移動してパンチェヴォへ到達する。当初はパンチェヴォからティミシュ川に架かる橋を渡りベオグラードに突入する予定であったが、泥濘の為に機動力を発揮する事が叶わず、彼らが到着する頃には既に橋は爆破されていたのである。クリンゲンベルクはSS隊員わずか6名を引き連れてボートで川を渡り、ベオグラードへの潜入を試みた。潜入後まもなくして20名ほどのユーゴスラビア兵の集団と遭遇するも、彼らは抵抗を試みることもなくクリンゲンベルクに投降した。その後、クリンゲンベルク率いる分遣隊は増強を受けつつ、師団主力と共同しつつユーゴスラビア軍の反撃に耐え、市街の確保を宣言した上でドイツ大使館に鉤十字の旗を掲げた。それから2時間後、ベオグラード市長がドイツ大使館を訪問し、クリンゲンベルクに対して正式に降伏を申し出たのである。市街に残存していた守備隊およそ1000名も投降した。
その後、ベオグラード占領の戦功を称え、クリンゲンベルクには騎士鉄十字章が送られた。また、大使館付武官らの推薦によりベオグラード市内司令官にも就任した。

### ベオグラード占領後
1941年6月29日、オートバイ大隊の大隊長が負傷し、クリンゲンベルクはこれを代行する形で1942年1月1日まで大隊指揮官を務めた。この最中の1941年9月1日には親衛隊少佐に昇進を果たしている。1942年3月、SS士官学校に教官として配属される。1943年7月には一度ダス・ライヒ師団に復帰するも、すぐに教官勤務に戻されている。12月21日、親衛隊中佐に昇進。1944年3月15日、SS士官学校長に就任。

### 第17SS装甲擲弾兵師団
1944年12月21日、クリンゲンベルクは親衛隊大佐に昇進を果たす。その2週間後の1月12日には、第17SS装甲擲弾兵師団「ゲッツ・フォン・ベルリヒンゲン」の師団長に任命された。師団はマックス・ジモン将軍率いるSS第13軍団に配置された。そしてザールブリュッケン南東の前線でノイシュタット・ランダウ間の地域の守備につき、米第7軍第15軍団と対峙することとなる。
1945年3月23日、第17師団の抵抗が崩壊する。同日、クリンゲンベルクの戦死が確認された。彼はヘルクスハイムの西端に当る位置で88mm高射砲と米軍機甲部隊の戦闘の最中に重傷を負い戦死した。彼はフランスのアンディリーにあるドイツ軍人墓地に埋葬された。

## 人物
クリンゲンベルクはいかにもSS隊員らしい風貌で、身長も1.93mと高かった。彼の騎士鉄十字章授与式の折、総統アドルフ・ヒトラーとの記念写真撮影が行われたが、総統付写真家のハインリヒ・ホフマンは、クリンゲンベルクに対して総統の真横に並ぶのではなく少し後ろに立つように求めた。これは身長1.75m程度のヒトラーがクリンゲンベルクと並ぶことでヒトラーが実際以上に小男に見えてしまう恐れがあった為である。クリンゲンベルクは指示通り、何歩か後ろに下がってから撮影に臨んだ。ただし、それでも2人の身長差が非常に目立つ写真となった。

## SS隊員としてのキャリア

### 階級歴
- 親衛隊少尉：1935年4月20日
- 親衛隊中尉: 1937年12月12日
- 親衛隊大尉: 1939年6月30日
- 親衛隊少佐: 1941年9月1日
- 親衛隊中佐: 1943年12月21日
- 親衛隊大佐: 1944年12月21日

### 勲章・記章
- ドイツ十字章金章（1944年）
- 東部戦線従軍記章（1942年）
- 二級および一級鉄十字章（1940年）
- 親衛隊名誉リング (不明)
- 1938年10月1日記念メダル (不明)
- 1938年3月13日記念メダル (不明)
- 騎士鉄十字章 (1941年)
- 戦傷章黒章（不明）
- 歩兵突撃章（不明）